# 胡栢麟
胡栢麟，香港人，天主教徒，前公民黨成員，中學教師，大學兼任講師，持牌外遊領隊，香港不活躍政治人物，於聖類斯中學畢業，為該校辯論隊成員。
胡為網絡公共廣播服務OurTV節目《政「字」發言人》主持人，亦是香港童軍總會成員。胡曾被政府委任數項公職。胡據說是一位Board Game愛好者。
在淡出政治圈子後，胡投身教育行業，曾於不同學校任教。胡現時是聖芳濟書院頂級數學教師，教出數位5**學生，並同時兼教公民、經濟及社會科以及電腦科，並擔任學校STEM負責人，且擁有多項運動教練資格，是個多才多藝的教師。
胡曾於孔聖堂中學任教通識教育科並擔任該校課外活動及多元文化事務主任，亦曾出任學校校董，並於2020年獲選為表揚教師計劃獲表揚教師。

## 公民黨黨內事宜
胡曾於已解散的公民黨出任離島地區顧問、新界西支部執行委員會委員、健康及生活質素支部秘書。
2010年11月4日：胡栢麟向執行委員會及全黨黨員發出公開信，批評有人為求鞏固自己的實力，而對部分支部作出刻意的干擾。
2011年1月，公民黨改選期間，吳靄儀、胡栢麟競逐副主席，胡公開批評黨內大佬文化，被形容為激進少壯派。當時，甚至有傳言指他「對傳媒說若他一旦敗選會加入葉劉淑儀的新民黨」，引來不少爭議。
選舉期間胡高調接受傳媒訪問，指陳家洛處理黨務時有「大佬文化」。胡希望抗衡黨內「欽點文化」，為黨內「80後」發聲，同時及指陳家洛「笑騎騎放毒蛇」，整個執委作風專制。及指陳家洛、賴仁彪、吳靄儀及5位自動當選的執委 聯署一份「聯合政綱」向黨員派發，自己是遭梁家傑打壓及不滿梁家傑未當選成為黨魁就在黨總部召開記者會。
時事評論員蔡子強則認為胡的做法讓人為之側目。
2011年11月，由胡栢麟起，陸續有黨員要求梁家傑為區選失利及外傭官司立場下台，但梁發動挺梁大會，事情不了了之。
胡亦多次參與不同範疇的選舉工作，並曾代表公民黨，於2011年區議會選舉參選離島區議會坪洲及喜靈洲選區民選議席。

## 2012年行政長官選舉
胡的所屬組織活力離島曾進行2012年行政長官選舉的票站調查，為香港有紀錄以來首個組織進行行政長官選舉的票站調查。